# Abdisho IV Maron
Abdisho Maron (Gazireh, 1520-1530 – Seert, 11 settembre 1570) è stato eparca di Gazireh e secondo patriarca della Chiesa caldea con il nome di Abdisho IV.
Il suo nome è ricordato dalle fonti con diverse traslitterazioni: Audishu, Abd-Jesu, Ebed-Jesu, Abdissi e Abdisho.

## Biografia
Abdisho Maron, figlio di Giovanni della casa di Mari, nacque nella prima metà del XVI secolo a Gazireh. Monaco dei monasteri di Mar Akha e poi di Mar Yohannan, nel 1554 fu consacrato dal patriarca Shimun VIII Sulaqa metropolita di Gazireh.
Alla morte di Shimun VIII Sulaqa nel gennaio 1555, i metropoliti cattolici consacrati dal patriarca defunto lo elessero nuovo patriarca della giovane Chiesa cattolica caldea. Solo nel 1561 poté mettersi in cammino per Roma, per ricevere dal papa la conferma della sua elezione. Il 7 marzo 1562 emise una professione di fede cattolica, riconosciuta dalla Santa Sede. È del 17 aprile il breve con il quale papa Pio IV lo libera dai legami con la chiesa di Gazireh e lo conferma patriarca. Il 4 maggio riceve il pallio.
Prima di lasciare Roma, Abdisho IV promise di accogliere e recepire le decisioni del concilio di Trento al quale non poteva partecipare, per i bisogni urgenti della sua Chiesa. Nell'assise tridentina, il 17 settembre 1562, fu letta una relazione sullo stato della Chiesa caldea: i vescovi portoghesi trovarono da eccepire quando il patriarca dichiarava di considerare sotto la sua giurisdizione tutte le chiese fino nel sud dell'India. Fu questo uno dei punti difficili del regno di Abdisho, a causa del patronato portoghese che ostacolò i tentativi di organizzare una gerarchia caldea uniate in India.
A differenza del suo predecessore, Abdisho non fu accompagnato nel suo viaggio di ritorno da nessun consigliere o missionario latino. Tuttavia, a prova di come la causa caldea stesse a cuore ai pontefici, Pio IV scrisse al vescovo domenicano di Naxivan, Nicola Friton, raccomandandogli di scegliere tra il suo personale un missionario per la Caldea.
Durante il suo pontificato, Abdisho trasferì la sede patriarcale da Diyarbakır al monastero di Mar Yaqub Khbhisha vicino a Seert.
È stato anche un prolifico scrittore di poemi; si ricorda in particolare un poema in cui ha trattato le vicende relative a Shimun VIII Sulaqa.
Incerta è la data di morte. Alcuni manoscritti sembrano confermare l'11 settembre 1570. Altre date proposte sono il 1567 ed il 1571.
Dopo la sua morte la sede patriarcale rimase vacante, fino all'elezione di Yab-Alaha IV Shimun.

## Genealogia episcopale e successione apostolica
La genealogia episcopale è:
- Vescovo Tito Veltri de Viterbo
- Cardinale Antonio Maria Ciocchi del Monte
- Papa Giulio III
- Patriarca Shimun VIII Sulaqa
- Patriarca Abdisho IV Maron

La successione apostolica è:
- Patriarca Yab-Alaha IV Shimun (1556)
- Arcivescovo Mar Abraham di Angamaly (1562)